# Global DeeJays
Global Deejays är en dancetrio från Österrike bestående av DJ Taylor (Konrad Schreyvogl), DJ Mikkel (Mikkel Christensen) och FLOW (Florian Schreyvogl).
De har haft framgångar i Europa, framförallt i Ryssland, med singlar som "The Sound of San Francisco", innehållande en sampling av "San Francisco (Be Sure to Wear Flowers in Your Hair)" sjungen av Scott McKenzie, och "What A Feeling (Flashdance)".

## Diskografi

### Album
- 2005 – Network

### Singlar
| Year | Title                                                  | Österrike | Tyskland | Schweiz | Ryssland | Spanien | Ukraina | Frankrike | Brasilien | Kanada | World Trance Charts | US Hot Dance Play |
| ---- | ------------------------------------------------------ | --------- | -------- | ------- | -------- | ------- | ------- | --------- | --------- | ------ | ------------------- | ----------------- |
| 2004 | "The Sound of San Francisco"                           | 4         | 3        | 25      | 1        | 1       | 1       | 18        | 3         | 3      | 29                  | 5                 |
| 2005 | "What A Feeling (Flashdance)"                          | 14        | 16       | 45      | 9        | 1       | 10      | 18        | -         | -      | 1                   | 5                 |
| 2006 | "Don't Stop (Me Now)"                                  | -         | -        | -       | -        | -       | -       | -         | -         | -      | -                   | -                 |
| 2006 | "Stars on 45"                                          | -         | 12       | -       | 49       | 8       | -       | -         | -         | -      | -                   | -                 |
| 2006 | "Mr Funk"                                              | -         | -        | -       | 115      | -       | -       | -         | -         | -      | -                   | -                 |
| 2007 | "Get Up (Before The Night Is Over)" (vs. Technotronic) | -         | -        | -       | -        | -       | -       | -         | -         | -      | -                   | -                 |